# Hond (Theo van Doesburg)
Hond is een schilderij van de Nederlandse kunstenaar Theo van Doesburg in het Centraal Museum in Utrecht.

## Voorstelling en datering

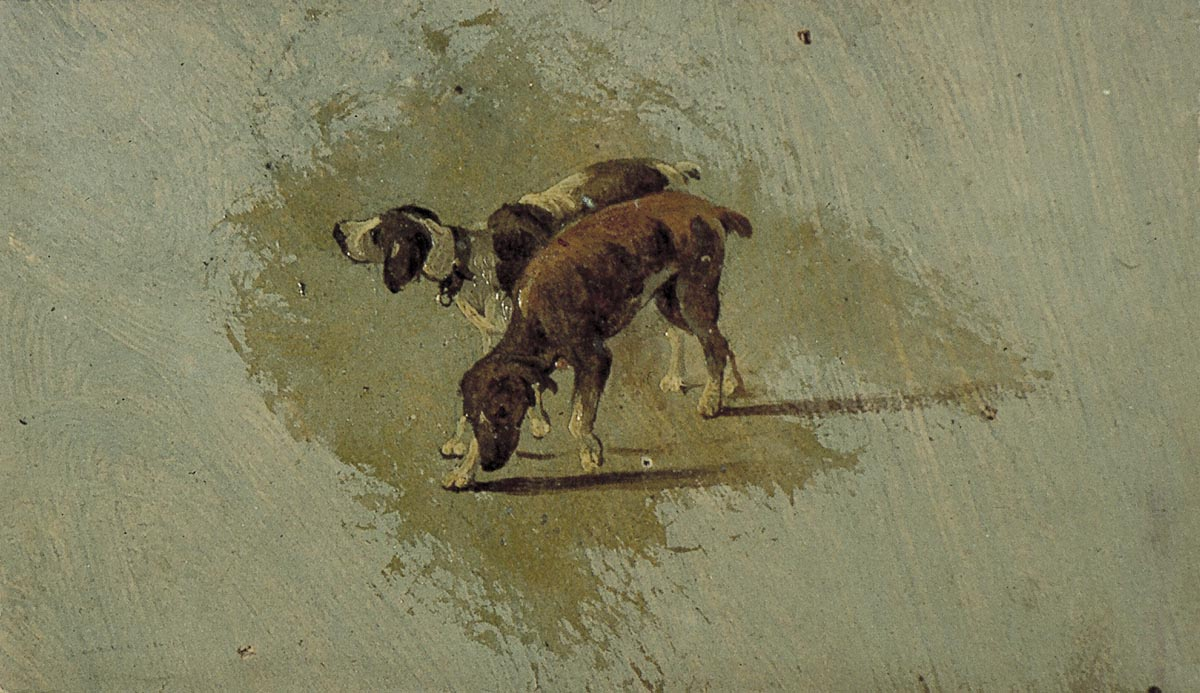
Theo van Doesburg. Twee honden. 1899.

Het is een van Van Doesburgs vroegste werken. Het stelt een Drentsche patrijshond voor. Volgens een opschrift aan de achterzijde was dit Van Doesburgs eigen hond. Dit opschrift, aangebracht door Van Doesburgs weduwe, Nelly van Doesburg, luidt ‘gemaakt naar zijn / hond in 1899’. Ook de handtekening rechtsonder, ‘Th v D’, is van later datum. Omstreeks 1899 signeerde Van Doesburg zijn werk met ‘Theo Doesburg’ of met het monogram ‘TD’. Het werk ontstond vermoedelijk tegelijk met het schilderijtje Twee honden, dat in dezelfde techniek is uitgevoerd en dezelfde afmetingen heeft.

## Herkomst
De werken maken deel uit van de schenking Van Moorsel. In 1999 werden ze in blijvend bruikleen afgestaan aan het Centraal Museum.